# 永田洋子
永田洋子（日语：永田 洋子，1945年2月8日—2011年2月5日），日本联合赤军武装斗争事件领袖人物，日本左翼领导人。畢業於共立藥科大學藥學系(現慶應義塾大學藥學系)，曾任慶應義塾大學附屬醫院藥劑師，後加入日本聯合赤軍，任聯合赤軍中央委員會副委員長，1970年代曾参与迫害和杀害10多名赤军“叛徒”和不服从者，1972年被捕，1982年以“反社会罪”被判处死刑，但一直未有执行。2011年因脑萎缩引发的器官衰竭死亡。

## 相关影视作品
- 《联合红军》，导演：若松孝二（2007年）[2]

## 著書
- 十六の墓標 炎と死の青春（上下2巻、彩流社、1982年～1983年）
- 氷解 女の自立を求めて（講談社、1983年）
- 私生きてます 死刑判決と脳腫瘍を抱えて（彩流社、1986年）
- 愛と命の淵に 瀬戸内寂聴・永田洋子往復書簡（福武書店、1987年）
- 続十六の墓標 連合赤軍敗北から十七年（彩流社、1990年）
- 獄中からの手紙（彩流社、1993年）